# Goodia lunata
Goodia lunata är en fjärilsart som beskrevs av Holland 1893. Goodia lunata ingår i släktet Goodia och familjen påfågelsspinnare. Inga underarter finns listade i Catalogue of Life.